# Giulio Roma
Giulio Roma (Milano, 16 settembre 1584 – Roma, 16 settembre 1652) è stato un cardinale e vescovo cattolico italiano.

## Biografia
Era figlio di Paolo Camillo Roma e di Caterina Coria.
Studiò alle Università degli Studi di Pavia e di Perugia. Divenne collaboratore del cardinale Federico Borromeo ma, recatosi a Roma nel 1607, vi si fermò su richiesta di papa Paolo V che lo nominò avvocato concistoriale ed in quella veste si occupò della canonizzazione di san Carlo Borromeo. Nel 1617 divenne governatore di Jesi e referendario presso il Tribunale della Segnatura Apostolica. Nel 1618 fu governatore di Orvieto, nel 1619 di Camerino e della città di Perugia, incarico quest'ultimo che mantenne fino al 1621, poco dopo la sua nomina a cardinale.
Nel gennaio di quell'anno papa Paolo V lo creò infatti cardinale, assegnandogli il titolo di cardinale presbitero di Santa Maria sopra Minerva.
Nel marzo dello stesso anno venne eletto vescovo di Recanati, carica che ricoprì fino al 1634, quando venne trasferito alla sede di Tivoli, della quale rimase vescovo fino alla morte.
Nel 1639 optò per il titolo di cardinale presbitero di Santa Prassede e nel 1644 divenne cardinale vescovo di Frascati, optando, l'anno successivo, per le sedi di Porto e Santa Rufina. Il 29 aprile 1652 divenne decano del Sacro Collegio ed optò per le sedi suburbicarie di Ostia e di Velletri, divenendo nel contempo Governatore di Velletri, ma mantenne queste ultime cariche per meno di cinque mesi, poiché il 16 settembre di quello stesso anno morì il giorno del suo 68º compleanno.
La sua salma venne inumata nella basilica dei Santi Ambrogio e Carlo al Corso a Roma.

## Conclavi
Durante il suo periodo di cardinalato Giulio Roma partecipò ai conclavi:
- conclave del 1621, che elesse papa Gregorio XV
- conclave del 1623, che elesse papa Urbano VIII
- conclave del 1644, che elesse papa Innocenzo X

## Genealogia episcopale e successione apostolica
La genealogia episcopale è:
- Arcivescovo Filippo Archinto
- Papa Pio IV
- Cardinale Giovanni Antonio Serbelloni
- Cardinale Carlo Borromeo
- Cardinale Ottavio Paravicini
- Cardinale Giambattista Leni
- Cardinale Giulio Roma

La successione apostolica è:
- Vescovo Scipione Agnelli (1624)
- Vescovo Lorenzo Fei (1627)
- Arcivescovo Onorato Visconti (1630)
- Arcivescovo Martino Alfieri (1634)
- Vescovo Milano Bencio (1642)
- Vescovo Giovanni Battista Sfondrati (1642)
- Vescovo Gerolamo Pellegrini (1645)
- Vescovo Giavanbattista Rainoldi (1645)
- Vescovo Angelo Melchiorre (1645)
- Vescovo Francisco Suárez de Villegas, O.Carm. (1649)
- Vescovo Filippo Casoni (1651)
- Cardinale Alfonso Litta (1652)